# Reclamación de muerte por negligencia

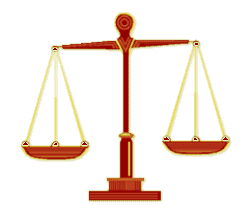

La muerte por negligencia es un reclamo contra una persona que puede ser considerada responsable de la muerte de otra persona. Las demandas por homicidio culposo pueden basarse en demandas por negligencia, mala conducta o un acto criminal como el asesinato.
Si la persona acusada de causar una muerte por negligencia es acusada de un delito, la demanda de muerte por negligencia puede presentarse después de un juicio penal. Es posible ganar una demanda por homicidio culposo incluso si la persona es absuelta de un delito que causó la muerte, porque aunque ambos juicios pueden utilizar las mismas pruebas , un caso de homicidio culposo tiene un nivel de prueba más bajo.
La demanda se presenta en una acción civil, generalmente por parientes cercanos, basada en las leyes de responsabilidad civil. El derecho consuetudinario no permite las demandas por homicidio culposo, ya que el derecho a presentar una demanda por homicidio culposo pertenece a la persona fallecida y ésta muere junto con ella. En los Estados Unidos, las leyes estatales y federales ahora permiten casos de muerte por negligencia en todas las jurisdicciones de los Estados Unidos.

## Daños
En la ley, los daños son una concesión de compensación, generalmente de dinero, pagada a una persona que ha sufrido una pérdida o lesión. Los daños por muerte por negligencia pueden incluir:
- Pérdida de ganancias futuras
- Pérdida de beneficios
- Pérdida de la compañía
- Dolor, sufrimiento y/o angustia mental
- facturas médicas, gastos funerarios

Algunos estados también permiten la recuperación de daños punitivos, un laudo adicional que tiene por objeto reformar o disuadir al acusado y a otros de hacer lo mismo de nuevo. Cuando está disponible, los daños punitivos se conceden normalmente sólo en los casos más extremos, que implican negligencia grave, imprudencia temeraria o actos intencionales que dan lugar a la muerte.